# سوني إكسبيريا بي
سوني اكسبيريا بي (بالإنجليزية: Sony Xperia P)‏ هو هاتف ذكي من سوني موبايل كوميونيكيشنز يعمل بنظام أندرويد، تم طرحه في الأسواق في 2012. وهو من فئة Xperia NXT يعمل بنظام أندرويد 3.2. يقدم الجهاز ميزة القاعدة الذكية، ويأتي الجهاز بتصميم خارجي من الألمنيوم، مع وجود إطار شفاف حول قاعدته يُضيء عند تلقي المكالمات أو الرسائل النصية أو رسائل التنبيه. شاشة الجهاز بحجم 4 إنش وتصل دقتها لـ540x 960 بيكسل، وتدعم ميزة اللمس المُتعدد، إضافةً لميزة «وايت ماجيك» التي تتحكم بالسطوع وتُفيد في إطالة عمر البطارية. كما زودت سوني الجهاز بمعالج ثنائي النواة بتردد 1 غيغا هيرتز وكاميرا 8 ميغا بيكسل.

## الخصائص
- نظام التشغيل: أندرويد
- الشاشة: 960×540
- الوزن: 120 غرام
- الذاكرة: 1 جيجابايت
- التخزين: 2 جيجابايت